# Santi martiri concordiesi
Con il titolo di santi martiri concordiesi è designato un gruppo di settantadue martiri, uccisi a Concordia Sagittaria nel 304 durante la persecuzione dei cristiani sotto Diocleziano e venerati localmente da alcune diocesi cattoliche del Triveneto.

## Agiografia
Secondo una Passio Martyrum tarda, dalla città di Vicenza arrivarono a Iulia Concordia due fratelli cristiani: Donato e Solone. Una volta giunti nella città cominciarono a diffondere il cristianesimo e molti chiesero di essere battezzati. Arrivò a Concordia un governatore di nome Eufemio che aveva intenzione di ripristinare la religione pagana. Saputo che in città c'erano dei cristiani li fece arrestare: mentre i fratelli vicentini Donato e Solone catechizzavano e battezzavano Neomedio e la figlia Lucilla, tutti i presenti furono arrestati e messi sotto processo. Tradizionalmente i nomi sono Donato, Solone, Secondiano, Romolo, Crisanto, Eutichio, Giusto, Cordio, Silvano, Neomedio, Lucilla, Policrazio, Ermogio e altri, in tutto settantadue persone. Una volta giunti al palazzo del governatore Eufemio, questi li interrogò e poi li fece torturare e frustare. Dato che non avevano intenzione di cambiare proposito, vennero trascinati fuori dalle mura e decapitati lungo le sponde del fiume Lemene. La data tradizionale dell'evento è il 17 febbraio 304. I loro corpi furono raccolti da alcune persone del luogo. In seguito le ossa furono poste in un'urna che si trova ora nella cattedrale di Santo Stefano. Nel luogo in cui furono uccisi si erge un piccolo sacello.

## Culto

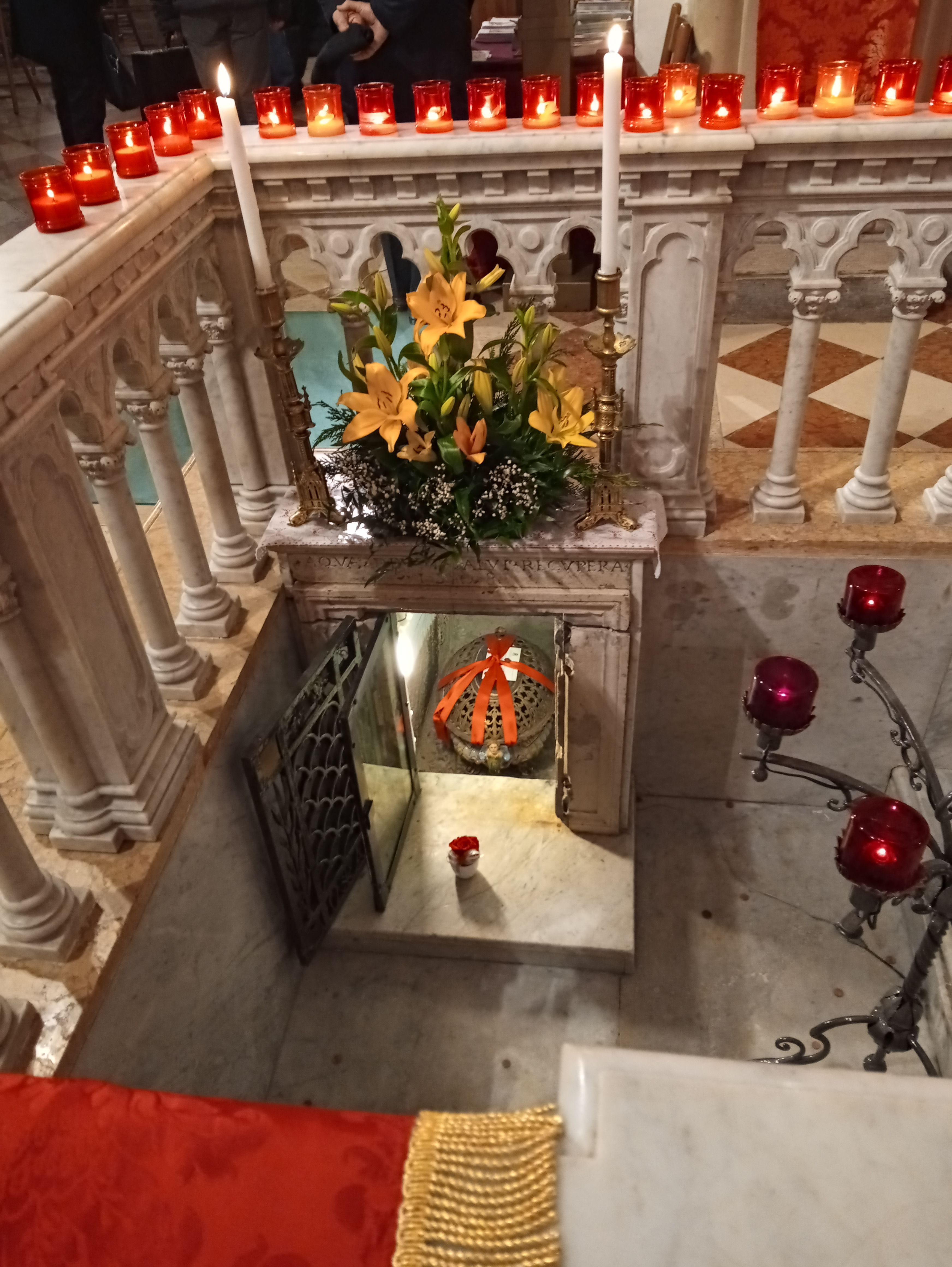
L'urna sigillata nel sacello della cattedrale

La ricorrenza dei martiri di Concordia non compare nel Martirologio Romano. Sono ricordati il 17 febbraio nelle diocesi di Concordia-Pordenone e di Vicenza e nell'arcidiocesi di Gorizia.
La cappella che custodisce l'urna con le loro reliquie nella cattedrale di Concordia Sagittaria è stata proclamata santuario diocesano il 17 febbraio 2018 dal vescovo di Concordia-Pordenone Giuseppe Pellegrini.
Nel territorio del comune di Concordia Sagittaria è presente un sacello dedicato ai santi martiri concordiesi del XIX secolo, edificato presso il luogo tradizionale del loro martirio.